# Kew Gardens (Toronto)
Pour les articles homonymes, voir Kew Gardens (homonymie).

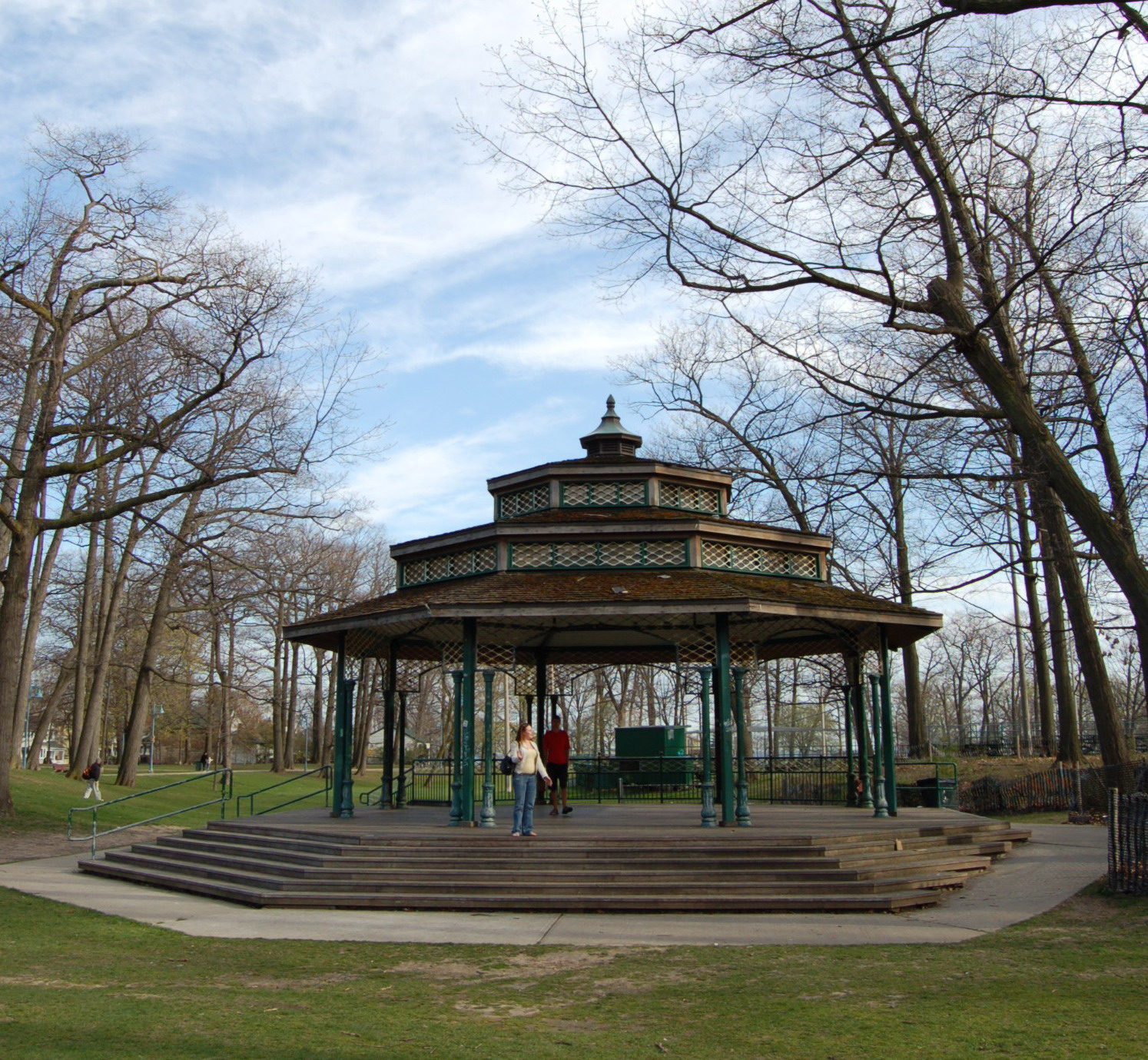
Le kiosque à musique de Kew Gardens

Kew Gardens est un parc public situé dans le quartier de The Beaches, dans la ville de Toronto, au Canada. Le parc s'étend de la rue Queen Street East jusqu'aux rives du lac Ontario, au niveau de Kew Beach.
Le parc a ouvert ses portes en 1879.
Le Beaches International Jazz Festival y est annuellement organisé en été.